# Bogandé
Bogandé är en stad och kommun i östra Burkina Faso och är administrativ huvudort för provinsen Gnagna. Staden hade 14 929 invånare vid folkräkningen 2006, med totalt 84 838 invånare i hela kommunen.